# Associazione Calcio Ospitaletto 1994-1995
Questa voce raccoglie le informazioni riguardanti l'Associazione Calcio Ospitaletto nelle competizioni ufficiali della stagione 1994-1995.

## Rosa
| N. |                   | Ruolo | Calciatore          |
| -- | ----------------- | ----- | ------------------- |
|    | Italia (bandiera) | A     | Luca Barbieri       |
|    | Italia (bandiera) | C     | Andrea Borgogni     |
|    | Italia (bandiera) | C     | Paolo Breda         |
|    | Italia (bandiera) | A     | Giorgio Carbone     |
|    | Italia (bandiera) | P     | Daniele Cerretti    |
|    | Italia (bandiera) | C     | Giovanni Costa      |
|    | Italia (bandiera) | C     | Omar Danesi         |
|    | Italia (bandiera) | C     | Dario Dossi         |
|    | Italia (bandiera) | C     | Alessandro Ettori   |
|    | Italia (bandiera) | C     | Antonio Filippini   |
|    | Italia (bandiera) | C     | Emanuele Filippini  |
|    | Italia (bandiera) | D     | Gianni Flamigni     |
|    | Italia (bandiera) | D     | Piermario Granzotto |

| N. |                   | Ruolo | Calciatore           |
| -- | ----------------- | ----- | -------------------- |
|    | Italia (bandiera) | A     | Francesco Passiatore |
|    | Italia (bandiera) | C     | Stefano Perin        |
|    | Italia (bandiera) | P     | Davide Quironi       |
|    | Italia (bandiera) | D     | Nicola Ragagnin      |
|    | Italia (bandiera) | D     | Marco Romele         |
|    | Italia (bandiera) | D     | Marcello Satta       |
|    | Italia (bandiera) |       | Sgambati             |
|    | Italia (bandiera) | C     | Ivan Tisci           |
|    | Italia (bandiera) | D     | Ivan Tolotti         |
|    | Italia (bandiera) | D     | Roberto Torchio      |
|    | Italia (bandiera) | D     | Andrea Turato        |
|    | Italia (bandiera) | A     | Diego Virille        |

## Risultati

### Campionato

#### Girone di andata
| 28 agosto 1994 1ª giornata | Ospitaletto | 1 – 1 | Fiorenzuola |  |

| 4 settembre 1994 2ª giornata | Pistoiese | 3 – 0 | Ospitaletto |  |

| 11 settembre 1994 3ª giornata | Ospitaletto | 0 – 1 | Monza |  |

| 18 settembre 1994 4ª giornata | Palazzolo | 2 – 2 | Ospitaletto |  |

| 25 settembre 1994 5ª giornata | Carrarese | 0 – 1 | Ospitaletto |  |

| 2 ottobre 1994 6ª giornata | Ospitaletto | 0 – 0 | Bologna |  |

| 9 ottobre 1994 7ª giornata | Pro Sesto | 2 – 0 | Ospitaletto |  |

| 16 ottobre 1994 8ª giornata | Ospitaletto | 3 – 0 | Carpi |  |

| 23 ottobre 1994 9ª giornata | Spezia | 2 – 0 | Ospitaletto |  |

| 6 novembre 1994 10ª giornata | Ospitaletto | 0 – 1 | Ravenna |  |

| 13 novembre 1994 11ª giornata | Leffe | 2 – 0 | Ospitaletto |  |

| 20 novembre 1994 12ª giornata | Ospitaletto | 1 – 1 | Modena |  |

| 27 novembre 1994 13ª giornata | Crevalcore | 1 – 1 | Ospitaletto |  |

| 4 dicembre 1994 14ª giornata | Ospitaletto | 1 – 3 | Alessandria |  |

| 11 dicembre 1994 15ª giornata | SPAL | 3 – 1 | Ospitaletto |  |

| 18 dicembre 1994 16ª giornata | Ospitaletto | 0 – 0 | Prato |  |

| 30 dicembre 1994 17ª giornata | Massese | 2 – 2 | Ospitaletto |  |

#### Girone di ritorno
| 8 gennaio 1995 18ª giornata | Fiorenzuola | 4 – 0 | Ospitaletto |  |

| 22 gennaio 1995 19ª giornata | Ospitaletto | 2 – 1 | Pistoiese |  |

| 29 gennaio 1995 20ª giornata | Monza | 3 – 1 | Ospitaletto |  |

| 19 febbraio 1995 21ª giornata | Ospitaletto | 3 – 0 | Palazzolo |  |

| 26 febbraio 1995 22ª giornata | Ospitaletto | 1 – 2 | Carrarese |  |

| 5 marzo 1995 23ª giornata | Bologna | 3 – 1 | Ospitaletto |  |

| 12 marzo 1995 24ª giornata | Ospitaletto | 2 – 1 | Pro Sesto |  |

| 19 marzo 1995 25ª giornata | Carpi | 0 – 0 | Ospitaletto |  |

| 26 marzo 1995 26ª giornata | Ospitaletto | 0 – 1 | Spezia |  |

| 2 aprile 1995 27ª giornata | Ravenna | 3 – 0 | Ospitaletto |  |

| 9 aprile 1995 28ª giornata | Ospitaletto | 0 – 1 | Leffe |  |

| 23 aprile 1995 29ª giornata | Modena | 1 – 2 | Ospitaletto |  |

| 30 aprile 1995 30ª giornata | Ospitaletto | 0 – 2 | Crevalcore |  |

| 7 maggio 1995 31ª giornata | Alessandria | 3 – 1 | Ospitaletto |  |

| 14 maggio 1995 32ª giornata | Ospitaletto | 1 – 2 | SPAL |  |

| 21 maggio 1995 33ª giornata | Prato | 1 – 0 | Ospitaletto |  |

| 28 maggio 1995 34ª giornata | Ospitaletto | 0 – 0 | Massese |  |